# BuzzFeed
BuzzFeed, Inc. — це американське інтернет-видання, новинна та розважальна компанія, що спеціалізується на цифрових медіа. Компанія BuzzFeed, що базується в Нью-Йорку, була заснована в 2006 році Джоною Перетті та Джоном С. Джонсоном III, щоб відстежувати вірусний вміст. Кеннет Лерер, співзасновник і голова The Huffington Post, починав як співзасновник та інвестор BuzzFeed, а зараз є його виконавчим головою.
Спочатку відома онлайн-вікторинами, списками та статтями про поп-культуру, компанія перетворилася на глобальну медіа- та технологічну компанію, яка висвітлює різноманітні теми, включаючи політику, DIY, тварин і бізнес. BuzzFeed отримує дохід за допомогою нативної реклами — стратегії, яка допомагає збільшити ймовірність того, що читачі прочитають рекламний вміст.
Наприкінці 2011 року BuzzFeed найняв Бена Сміта з Politico на посаду головного редактора, щоб розширити сайт і включити довгоформатну журналістику та репортажі. Завдяки рокам інвестицій у журналістські розслідування, станом на 2021 рік BuzzFeed News отримали National Magazine Award, премію Джорджа Полка та Пулітцерівську премію, а також були номіновані на премію Майкла Келлі. Пізніше видання BuzzFeed News перемістилося на власний домен, переставши бути розділом основного вебсайту BuzzFeed. 20 квітня 2023 року Перетті оголосив, що BuzzFeed закриє BuzzFeed News і зосередить свої новинні зусилля на HuffPost, звільнивши близько 180 працівників.
Опитування Pew Research Center у 2014 році показало, що у Сполучених Штатах більшість респондентів, незалежно від віку чи політичної приналежності, вважали BuzzFeed ненадійним джерелом. Аудиторія компанії була описана як лівоцентристська.